# Essam El-Hadary
Essam Kamal Tawfik El-Hadary (en árabe عصام الدين كمال توفيق الحضري) (Damieta, 15 de enero de 1973) es un exfutbolista egipcio que jugaba de portero. Jugó la mayor parte de su carrera en el Al-Ahly, donde permaneció durante 11 temporadas y media, desde 1996 hasta 2008. También fue internacional con la selección de Egipto, desde 1996 hasta 2018. Su último equipo fue el Nogoom F. C.
Es el portero más laureado en la historia de su país y del fútbol africano con 35 títulos oficiales.

## Trayectoria
Essam El-Hadary empezó su carrera futbolística en las categorías inferiores del Damietta S. C. En 1993 debuta con la primera plantilla del club. En la temporada 1994-95 consigue el ascenso a la Liga Premier de Egipto.
Gracias a la gran temporada realizada en su debut en primera el Al-Ahly se fija en él y lo ficha en 1996. Con este equipo consiguió la titularidad en su segundo año. Empezó una gran etapa en su carrera, ganando multitud de títulos. A nivel nacional, ganó: 7 Ligas Premier de Egipto, 4 Copas de Egipto y 4 Supercopas de Egipto. A nivel internacional, ganó: 1 Campeonato de Clubes Árabes, 2 Supercopas Árabes, 3 Ligas de Campeones de la CAF y 3 Supercopas de la CAF. El Hadary siempre se caracterizó por su capacidad de atajar con los hombros y dar muchos rebotes, sin embargo siempre tuvo un muy buen desempeño.
A principios del 2008 emigra a Suiza para unirse al F. C. Sion (el traspaso fue de 300000 euros.). Este fichaje trajo polémica en su país, ya que el Al-Ahly acusó ante la FIFA a El-Hadary de incumplimiento de contrato. A finales de la temporada 2008-09, se proclama campeón de la Copa de Suiza.
A mediados del 2009 regresa a su país, donde firma contrato con el Ismaily S. C. equipo que tuvo que realizar un desembolso económico de 480000 euros para poder hacerse con sus servicios.
A principios del 2011 emigra a Sudán para unirse al Al-Merreikh Omdurmán. A finales de ese año, se proclama campeón de la Primera División de Sudán.
A principios del 2012 es cedido a préstamo al Al-Ittihad Alexandria Club para jugar la segunda parte de la temporada 2011-12 de la Liga Premier de Egipto. Sin embargo, luego de ocurrida la Tragedia de Puerto Saíd, se suspende la temporada y regresa a Sudán para formar parte nuevamente del Al-Merreikh Omdurmán. A finales de ese año, se proclama campeón de la Copa de Sudán.
A finales del 2013 se proclama campeón tanto de la Primera División de Sudán como de la Copa de Sudán.
A mediados del 2017 emigra a Arabia Saudita para unirse al Al-Taawoun F. C. para jugar la temporada 2017-18 de la Liga Profesional Saudí.
A principios del 2019 firma contrato con el Nogoom F. C. para jugar la segunda parte de la temporada 2018-19 de la Liga Premier de Egipto. Sin embargo, luego de su descenso a la Segunda División de Egipto, El-Hadary abandona el club, el 1 de julio de 2019, a finales de esa temporada.
Luego de un año de inactividad, al no poder encontrar otro club, El-Hadary anunció su retiro oficial, el 18 de noviembre de 2020, a la edad de 47 años, para comenzar su carrera como entrenador.
Anécdotas
- Ha anotado dos goles a lo largo de su carrera, el primero en la Supercopa de la CAF 2002 y el segundo de penal en la Liga Saudí 2017-2018.
- Los aficionados le han apodado África Buffon
- En un partido llevó publicidad de una marca de vino italiano, lo que le trajo problemas en su país, al ser este un país islámico.[3]

## Selección nacional
Fue internacional con la selección de Egipto en 159 ocasiones. Su debut con la camiseta nacional fue el 25 de marzo de 1996 en un partido amistoso frente a Corea del Sur empatando 1 a 1.
Participó en 7 ocasiones en la Copa Africana de Naciones, 1998, 2000, 2002, 2006, 2008, 2010 y 2017, en esa última edición, se convirtió en el jugador más longevo en disputar en una Copa Africana de Naciones, a la edad de 44 años; ganó 4 ediciones (1998, 2006, 2008 y 2010) y fue subcampeón en una (2017), convirtiéndose en el portero y futbolista más laureado en la historia de la Copa Africana de Naciones, junto con su compatriota Ahmed Hassan, con 4 títulos, y también fue elegido como mejor portero del torneo en 3 ediciones (2006, 2008 y 2010).

### Participación enCopa Africana de Naciones
| Torneo                         | Sede            | Resultado        | Partidos | Goles |
| ------------------------------ | --------------- | ---------------- | -------- | ----- |
| Copa Africana de Naciones 1998 | Burkina Faso    | Campeón          | 0        | 0     |
| Copa Africana de Naciones 2000 | Ghana y Nigeria | Cuartos de final | 0        | 0     |
| Copa Africana de Naciones 2002 | Mali            | Cuartos de final | 4        | 0     |
| Copa Africana de Naciones 2006 | Egipto          | Campeón          | 6        | 0     |
| Copa Africana de Naciones 2008 | Ghana           | Campeón          | 6        | 0     |
| Copa Africana de Naciones 2010 | Angola          | Campeón          | 6        | 0     |
| Copa Africana de Naciones 2017 | Gabón           | Subcampeón       | 6        | 0     |

### Participación en laCopa FIFA Confederacionesy en laCopa Mundial de Fútbol
Disputó todos los partidos de la Copa FIFA Confederaciones 1999 y 2009. Además disputó en la Copa Mundial de Fútbol de 2018 donde jugó en el último partido en la fase de grupo disputando contra la selección de Arabia Saudita donde rompió el récord histórico del jugador más longevo en disputar en un mundial, a la edad de 45 años, superando al arquero colombiano Faryd Mondragón en la Copa Mundial de Fútbol de 2014.
| Torneo                         | Sede      | Resultado    | Partidos | Goles |
| ------------------------------ | --------- | ------------ | -------- | ----- |
| Copa FIFA Confederaciones 1999 | México    | Primera fase | 3        | 0     |
| Copa FIFA Confederaciones 2009 | Sudáfrica | Primera fase | 3        | 0     |
| Copa Mundial de Fútbol de 2018 | Rusia     | Primera fase | 1        | 0     |

## Clubes
| Club                                | País           | Año         |
| ----------------------------------- | -------------- | ----------- |
| Damietta S. C.                      | Egipto         | 1993-1996   |
| Al-Ahly                             | Egipto         | 1996-2008   |
| F. C. Sion                          | Suiza          | 2008-2009   |
| Ismaily S. C.                       | Egipto         | 2009-2010   |
| Zamalek S. C.                       | Egipto         | 2010        |
| Al-Merreikh Omdurmán                | Sudán          | 2011-2013   |
| Al-Ittihad Alexandria Club (cedido) | Egipto         | 2012        |
| Wadi Degla S. C.                    | Egipto         | 2013-2014   |
| Ismaily S. C.                       | Egipto         | 2014-2015   |
| Wadi Degla S. C.                    | Egipto         | 2015-2017   |
| Al-Taawoun F. C.                    | Arabia Saudita | 2017 - 2018 |
| Ismaily S. C.                       | Egipto         | 2018 - 2019 |
| Nogoom F. C.                        | Egipto         | 2019        |

## Palmarés

### Club
- Liga Premier de Egipto (7): 1996-97, 1997-98, 1998-99, 1999-00, 2004-05, 2005-06, 2006-07
- Copa de Egipto (4): 2000-01, 2002-03, 2005-06, 2006-07
- Supercopa de Egipto (4): 2003, 2005, 2006, 2007
- Copa de Suiza (1): 2008-09
- Primera División de Sudán (2): 2011, 2013
- Copa de Sudán (2): 2012, 2013
- Campeonato de Clubes Árabes (1): 1996
- Supercopa Árabe (2): 1997, 1998
- Liga de Campeones de la CAF (3): 2001, 2005, 2006
- Supercopa de la CAF (3): 2002, 2006, 2007
- Tercer lugar en la Copa Mundial de Clubes de la FIFA 2006

### Selección nacional
- Juegos Panafricanos (1): 1995
- Copa Africana de Naciones (4): 1998, 2006, 2008, 2010
- Juegos Panarábicos (1): 2007

### Individual
- Mejor portero de la Copa Africana de Naciones 2006
- Mejor portero de la Copa Africana de Naciones 2008
- Mejor portero de la Copa Africana de Naciones 2010